# Kanton Guano

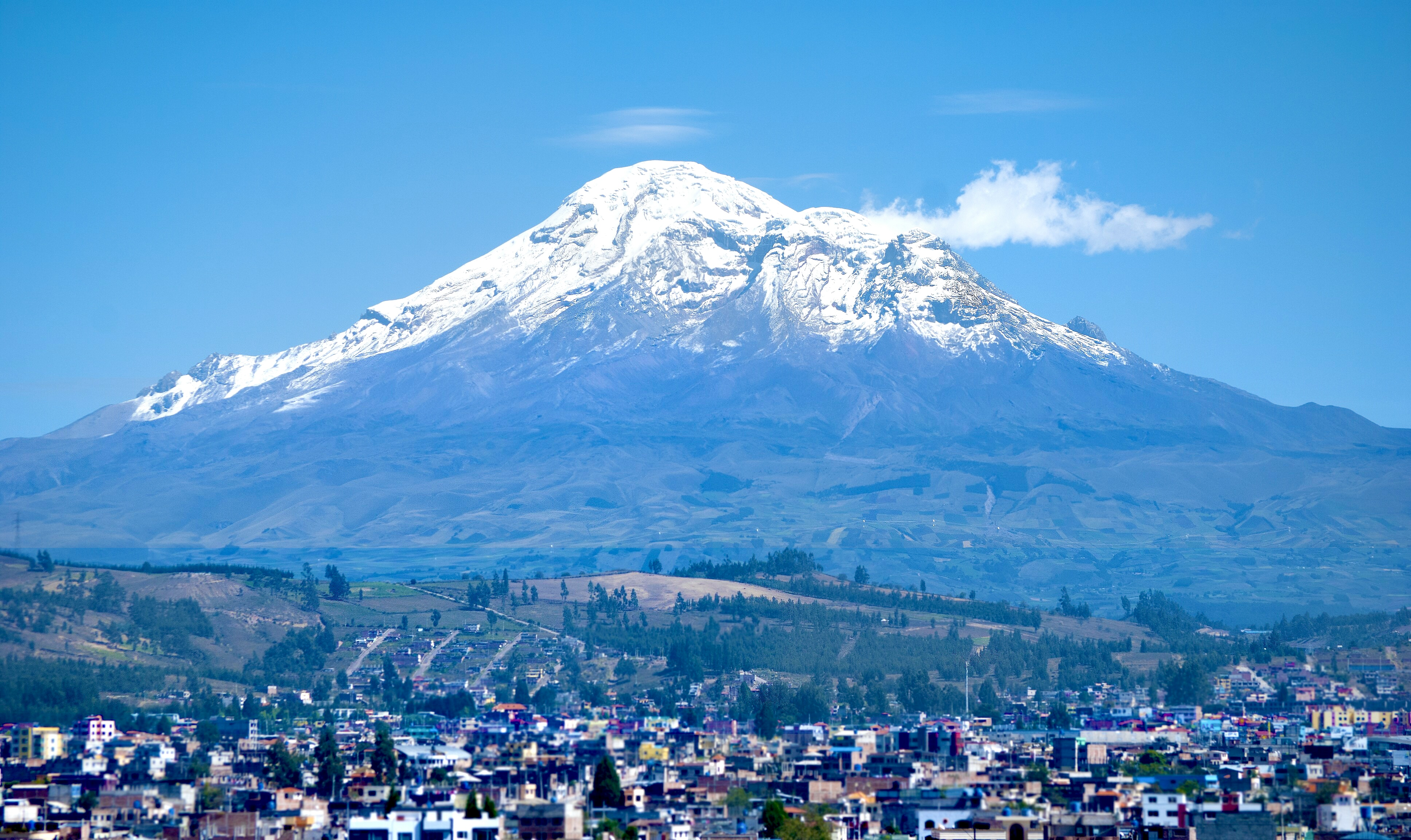
Chimborazo von Südosten

Der Kanton Guano befindet sich in der Provinz Chimborazo zentral in Ecuador. Er besitzt eine Fläche von 459,7 km². Im Jahr 2020 lag die Einwohnerzahl schätzungsweise bei 48.400. Verwaltungssitz des Kantons ist die Kleinstadt Guano mit 7758 Einwohnern (Stand 2010). Der Kanton Guano wurde im Jahr 1845 eingerichtet.

## Lage
Der Kanton Guano liegt im äußersten Norden der Provinz Chimborazo. Das Gebiet liegt an de Westflanke der Cordillera Real. Der Río Guano, ein linker Nebenfluss des Río Chambo, durchfließt den Kanton in östlicher Richtung. Die Provinzhauptstadt Riobamba befindet sich 6 km südlich von Guano. Im Norden wird der Kanton von einem in Ost-West-Richtung verlaufenden Höhenkamm begrenzt. Dieser erreicht im Culicasanza eine Höhe von 4430 m. Im Westen umfasst der Kanton die Gipfelregion des 6263 m hohen Chimborazo, des höchsten Bergs Ecuadors.
Der Kanton Guano grenzt im Süden an den Kanton Riobamba, im Norden an die Provinz Tungurahua sowie im Osten an den Kanton Penipe.

## Verwaltungsgliederung
Der Kanton Guano ist in die Parroquias urbanas („städtisches Kirchspiel“)
- El Rosario
- La Matriz (Guano)

und in die Parroquias rurales („ländliches Kirchspiel“)
- Guanando
- Ilapo
- La Providencia
- San Andrés
- San Gerardo
- San Isidro de Patulú
- San José de Chazo
- Santa Fé de Galán
- Valparaíso

gegliedert.

## Ökologie
Im äußersten Westen des Kantons befindet sich das Schutzgebiet Reserva de Producción de Fauna Chimborazo.